# 盧義路
盧義路（LuYi Rd.）為嘉義市南北向的重要道路之一，前身是嘉義市盧厝20米計畫道路。其名取自嘉義市盧厝里的“盧”字與嘉義市的“義”字，其路名諧音近似“如意”。南至文雅街後，銜接民權東路；北至林森東路。本路段是嘉義市大雅路山仔頂地區通往嘉義縣竹崎鄉和南二高之重要聯絡通道。 

## 沿經行政區域
- 東區

## 盧厝20米計畫道路新建工程
本工程位於嘉義市東區，範圍北起林森東路，往南至文雅街後銜接民權東路，全長1,600公尺，寬度20公尺，其中包括跨越丘陵凹地橋梁一座，長350公尺，總經費5.1億元（包括工程費4億元及用地補償費1.1億元）。
本道路開闢主要為解決嘉義市大雅路地區通往南二高竹崎交流道之交通需求，現有大雅路地區欲前往該交流道，須繞行市區道路再經由林森東路進出，頗為費時不便，且附近高壓鐵塔林立，嚴重影響居民生活品質，本道路闢建時可同時配合施設高架鐵塔地下化，並增設雨水下水道箱涵，大幅提升周邊環境之生活品質。
完工後將可建立嘉義市林森東路與民權東路間之南北向道路聯絡系統，為嘉義市東區帶來便捷及流暢之交通路網，有效改善盧厝地區交通瓶頸，提升道路系統服務水準，並成為南二高與嘉義市區間之重要聯絡通道，為地區整體發展與繁榮帶來美好之契機。
本工程於2010年12月9日開工，歷經2年半的工期，已於2013年8月6日連同盧厝大橋竣工。

## 沿線設施
(由南至北)
- 嘉義市立蘭潭國民中學 （页面存档备份，存于）（民權東路32號）